# 2022年オムドゥルマンバス事故
2022年オムドゥルマンバス事故（2022ねんオムドゥルマンバスじこ）は2022年12月27日にスーダンのオムドゥルマン近郊の高速道路で発生した交通事故。エル＝ファーシルからハルツームに向かっていたバスと駐車中のダンプカーが衝突し、16人が死亡、19人が負傷した。